# 김돈
김돈(金墩, 1385년 ~1440년)는 조선 전기의 문신, 천문학자이다. 본관은 (구)안동(安東)으로, 고려 김방경의 후손이다.

## 생애
1417년(태종17) 식년문과에 급제하여 1428년(세종10) 왕명으로 《서한이하 역대보계도(西漢以下歷代譜系圖)》를 찬진(撰進)하였다. 1434년 집현전 직제학(直提學)으로 재임할 때 동활자(銅活字)인 갑인자(甲寅字)의 주조에 참여하였으며, 세종의 명을 받아 김조(金)와 함께 천체의 현상을 관측하는 간의대(簡儀臺), 보루각(報漏閣)을 만들었다. 승지로 7년간 재임하였고, 이조판서에 이르렀다.

## 가족 관계
- 할아버지 : 김후(金厚)
  - 아버지 : 김칠양(金七陽)
  - 어머니 : 김용진(金用珍)의 딸
    - 아들 : 김계로(金季老)
      - 손자 : 김석정(金石精)